# Oedignatha spadix
Oedignatha spadix är en spindelart som beskrevs av Christa L. Deeleman-Reinhold 200. Oedignatha spadix ingår i släktet Oedignatha och familjen flinkspindlar. Inga underarter finns listade i Catalogue of Life.